# ビクトリア州副首相
ビクトリア州副首相（Deputy Premier of Victoria）は、オーストラリア連邦ビクトリア州の副首相である。

## 一覧
| 1  | アルバート・ダンスタン           | 1932年3月      | 1932年5月16日  | オーストラリア国民党              |
| 2  | ロバート・ジーズ                 | 1932年5月      | 1934年7月      | オーストラリア国民党              |
| 3  | ウィルフリッド・ケント・ヒューズ | 1935年3月      | 1935年4月      | オーストラリア国民党              |
| 4  | マレイ・バウチャー               | 1935年4月      | 1936年6月      | オーストラリア国民党              |
| 5  | フランシス・オールド             | 1936年6月      | 1937年10月     | オーストラリア国民党              |
| 6  | アルバート・リンド               | 1937年10月13日 | 1943年9月14日  | オーストラリア国民党              |
| 7  | ハーバート・クレミーン           | 1943年9月14日  | 1943年9月18日  | オーストラリア労働党              |
| 8  | トーマス・ホルウェイ             | 1943年9月18日  | 1945年10月2日  | オーストラリア党                  |
| 9  | トーマス・モルトビー             | 1945年10月2日  | 1945年11月21日 | オーストラリア党                  |
| 10 | フランク・フィールド             | 1945年11月     | 1947年11月     | オーストラリア労働党              |
| 11 | ジョン・マクドナルド             | 1947年11月     | 1948年12月     | オーストラリア国民党              |
|    | ウィルフリッド・ケント・ヒューズ | 1948年12月     | 1949年10月     | オーストラリア自由党 / 地方自由党 |
| 12 | トレヴァー・オールダム           | 1949年11月     | 1950年6月      | 地方自由党                        |
| 13 | キース・ドッジシャン             | 1950年6月      | 1952年10月     | オーストラリア国民党              |
| 14 | アレグザンダー・デネット         | 1952年10月     | 1952年10月     | 無所属                            |
|    | キース・ドッジシャン             | 1952年10月     | 1952年12月     | オーストラリア国民党              |
| 15 | ビル・ガルヴィン                 | 1952年12月17日 | 1955年6月7日   | オーストラリア労働党              |
| 16 | アーサー・ライラ                 | 1955年6月      | 1971年3月      | オーストラリア自由党              |
| 17 | ディック・ハマー                 | 1971年3月      | 1972年8月      | オーストラリア自由党              |
| 18 | リンゼイ・トンプソン             | 1972年8月      | 1981年6月      | オーストラリア自由党              |
| 19 | ビル・ボースウィック             | 1981年6月5日   | 1982年4月8日   | オーストラリア自由党              |
| 20 | ロバート・フォーダム             | 1982年4月8日   | 1989年1月31日  | オーストラリア労働党              |
| 21 | ジョーン・カナー                 | 1989年2月7日   | 1990年8月10日  | オーストラリア労働党              |
| 22 | ジム・ケナン                     | 1990年8月10日  | 1992年10月6日  | オーストラリア労働党              |
| 23 | パット・マクナマラ               | 1992年10月6日  | 1999年10月21日 | オーストラリア国民党              |
| 24 | ジョン・スウェイツ               | 1999年10月21日 | 2007年7月30日  | オーストラリア労働党              |
| 25 | ロブ・ハルズ                     | 2007年7月30日  | 2010年12月2日  | オーストラリア労働党              |
| 26 | ピーター・ライアン               | 2010年12月2日  | 現職           | オーストラリア国民党              |